# Amiran
Amiran (in alfabeto georgiano: ამირან) è un nome proprio di persona georgiano maschile.

## Origine e diffusione

Miniatura di Amiran in un manoscritto ottocentesco dell'Amiran-Darejaniani

Riprende il nome di Amiran, protagonista del poema medievale Amiran-Darejaniani ("La storia di Amiran, figlio di Darejan"), scritto da Mosè di Khoni; tanto il nome quanto la storia sono basati su quelli di Amirani, un personaggio mitologico georgiano analogo al Prometeo greco. Il suo nome, in georgiano ამირანი, è di origine ignota, probabilmente proto-cartvelica. 

## Onomastico
Il nome è adespota, non essendo portato da alcun santo, quindi l'onomastico ricade il 1º novembre, giorno di Ognissanti.

## Persone
- Amiran Kardanov, lottatore greco
- Amiran Mujiri, calciatore georgiano
- Amiran P'ap'inashvili, judoka georgiano
- Amiran Sanaia, calciatore georgiano
- Amiran Shavadze, lottatore georgiano
- Amiran Skhiereli, cestista sovietico